# Dendrophylax alcoa
Dendrophylax alcoa é uma espécie de orquídea, família Orchidaceae, endêmica da República Dominicana, onde cresce em áreas bastante úmidas e abafadas. Trata-se de planta epífita, monopodial, com caule insignificante e efêmeras folhas rudimentares, com inflorescências racemosas que brotam diretamente de um nódulo na base de suas raízes. As flores tem um longo nectário na parte de trás do labelo.

## Publicação e sinônimos
- Dendrophylax alcoa Dod, Moscosoa 2: 5 (1983).